# Bahnhof Rüsselsheim
Der Bahnhof Rüsselsheim ist ein Durchgangsbahnhof am Streckenkilometer 12,2 der Mainbahn von Mainz nach Frankfurt am Main in Rüsselsheim am Main. Der Bahnhof ist ein S- und Regionalbahnhof im Tarifgebiet des Rhein-Main-Verkehrsverbundes (RMV). Neben ihm gibt es in Rüsselsheim noch den Bahnhof Rüsselsheim Opelwerk.

## Geschichte
Der Bahnhof wurde am 3. Januar 1863 zusammen mit der Mainbahn von Mainz nach Frankfurt eröffnet. 1904 wurde der Bahnhof mit Ausfahrsignalen ausgestattet.

Bei der Ausfahrt einer S-Bahn aus dem Bahnhof ereignete sich am 2. Februar 1990 der bislang schwerste Eisenbahnunfall im Rhein-Main-Gebiet. Dabei stieß die ausfahrende S-Bahn aus Wiesbaden mit einer aus Frankfurt am Main einfahrenden S-Bahn zusammen. 17 Menschen starben, 145 wurden darüber hinaus schwer verletzt. 
Das alte Bahnhofsgebäude aus den 1950er Jahren wurde 2004 abgerissen. Der Neubau wurde 2005 fertig gestellt.

## Verkehr

### Bahn

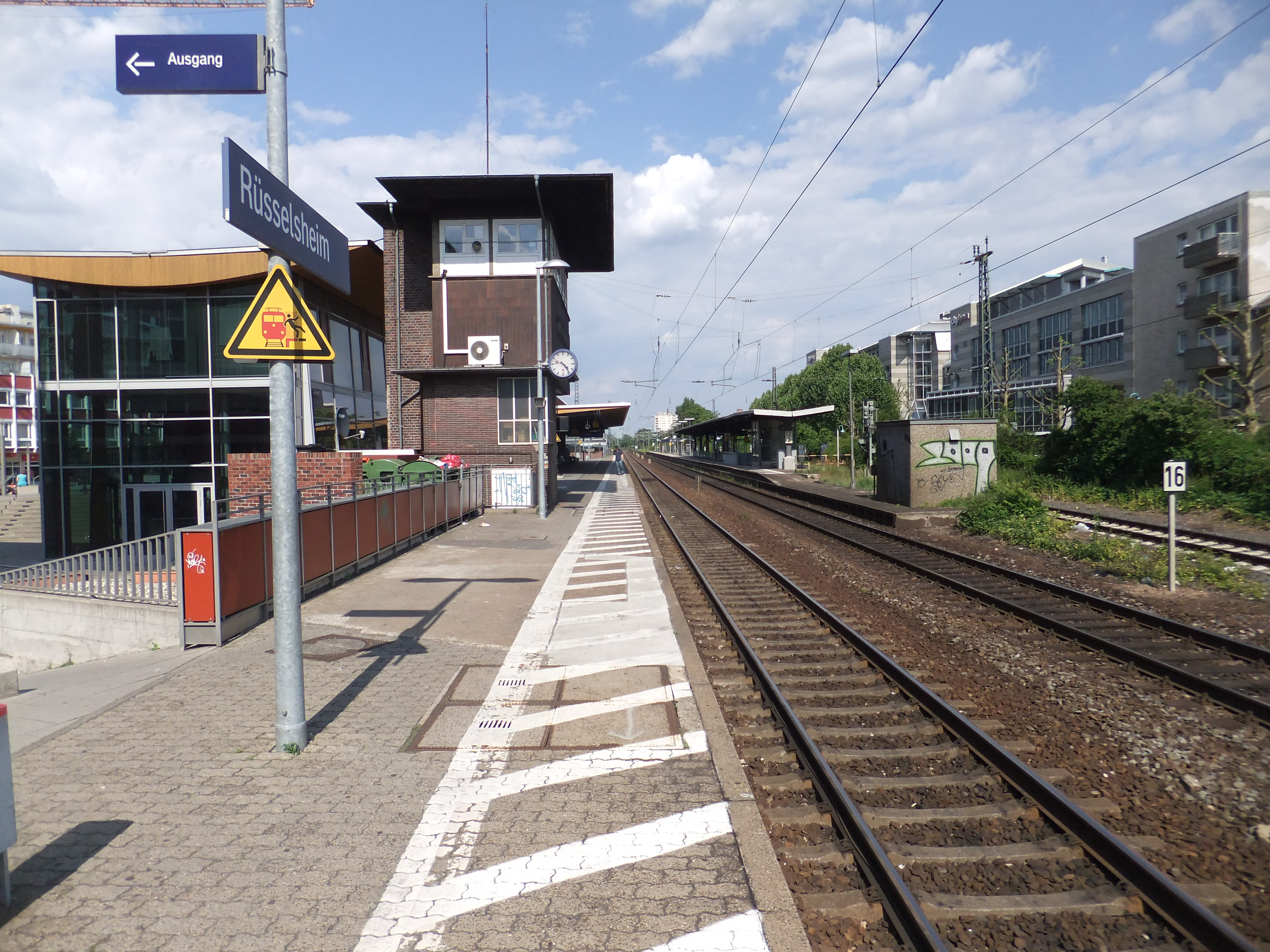
Die Bahnsteige des Bahnhofs Rüsselsheim

Rüsselsheim ist ein Bahnhof der S-Bahn Rhein-Main. Hier halten die S-Bahn-Linien S8 und S9. Diese verbinden Rüsselsheim mit Wiesbaden, Mainz, Kelsterbach, Frankfurt, Offenbach, Mühlheim und Hanau im Viertelstundentakt. Die S8 fährt über Mainz Hauptbahnhof nach Wiesbaden, während die S9 über die Eisenbahnbrücke Hochheim nach Mainz-Kastel und weiter nach Wiesbaden Hauptbahnhof verkehrt.
Am Bahnhof Rüsselsheim halten auch die Regional-Express-Züge der Relationen Koblenz Hbf–Frankfurt Hbf und Saarbrücken Hbf–Frankfurt Hbf jeweils im Zweistundentakt, woraus sich ein etwa stündlicher Takt nach Mainz Hbf ergibt. Zu den Hauptverkehrszeiten gibt es einzelne RB-Verbindungen nach Idar-Oberstein bzw. Bingen Hbf, sowie morgens von Kirchheimbolanden bzw. Alzey und nachmittags nach Alzey.
| Linie                    | Verlauf | Takt                                   | Betreiber      |
| ------------------------ | --- | -------------------------------------- | -------------- |
| S8                       | Wiesbaden Hbf – Wiesbaden Ost – Mainz Nord – Mainz Hbf – Mainz Römisches Theater – Mainz-Gustavsburg – Mainz-Bischofsheim – Rüsselsheim Opelwerk – Rüsselsheim – Raunheim – Kelsterbach – Frankfurt am Main Flughafen Regionalbahnhof – Frankfurt (Main) Gateway Gardens – Frankfurt am Main Stadion – Frankfurt-Niederrad – (Frankfurt (Main) Hbf /) (nur HVZ) Frankfurt (Main) Hbf tief – Frankfurt (Main) Taunusanlage – Frankfurt (Main) Hauptwache – Frankfurt (Main) Konstablerwache – Frankfurt (Main) Ostendstraße – Frankfurt (Main) Mühlberg – Offenbach-Kaiserlei – Offenbach Ledermuseum – Offenbach Marktplatz – Offenbach (Main) Ost (– Mühlheim (Main) – Mühlheim (Main) Dietesheim – Steinheim (Main) – Hanau Hbf) (nur HVZ) | 30 min                                 | DB Regio Mitte |
| S9                       | Wiesbaden Hbf – Wiesbaden Ost – Mainz-Kastel – Mainz-Bischofsheim – Rüsselsheim Opelwerk – Rüsselsheim – Raunheim – Kelsterbach – Frankfurt am Main Flughafen Regionalbahnhof – Frankfurt (Main) Gateway Gardens – Frankfurt am Main Stadion – Frankfurt-Niederrad – Frankfurt (Main) Hbf tief – Frankfurt (Main) Taunusanlage – Frankfurt (Main) Hauptwache – Frankfurt (Main) Konstablerwache – Frankfurt (Main) Ostendstraße – Frankfurt (Main) Mühlberg – Offenbach-Kaiserlei – Offenbach Ledermuseum – Offenbach Marktplatz – Offenbach (Main) Ost – Mühlheim (Main) – Mühlheim (Main) Dietesheim – Steinheim (Main) – Hanau Hbf | 30 min                                 | DB Regio Mitte |
| RE 2                     | SÜWEX: Frankfurt (Main) Hbf – Frankfurt-Niederrad – Frankfurt (Main) Flughafen Regionalbf – Rüsselsheim – Mainz-Bischofsheim – Mainz Römisches Theater – Mainz Hbf – Ingelheim – Bingen (Rhein) Hbf – Bacharach – Oberwesel – Boppard Hbf – Koblenz Hbf Stand: Fahrplanwechsel Dezember 2021 | 120 min (zus. Züge wochentags zur HVZ) | DB Regio Mitte |
| RE 3                     | Nahe-Express: Frankfurt (Main) Hbf – Frankfurt-Niederrad – Frankfurt (Main) Flughafen Regionalbf – Rüsselsheim – Mainz-Bischofsheim – Mainz Römisches Theater – Mainz Hbf – Ingelheim – Bad Kreuznach – Bad Münster am Stein – Bad Sobernheim – Kirn – Idar-Oberstein – Türkismühle – St. Wendel – Neunkirchen (Saar) Hbf – Saarbrücken Hbf Stand: Fahrplanwechsel Dezember 2021 | 120 min (zus. Züge wochentags zur HVZ) | vlexx          |
| RB 31                    | Frankfurt (Main) Hbf – Frankfurt (Main) Flughafen Regionalbf – Rüsselsheim – Mainz Römisches Theater – Mainz Hbf – Mainz Waggonfabrik – Mainz-Gonsenheim – Mainz-Marienborn – Klein Winternheim-Ober Olm – Nieder Olm – Saulheim – Wörrstadt – Armsheim – Albig – Alzey (– Alzey West – Wahlheim (Kr. Alzey) – Freimersheim – Kirchheimbolanden) (Alzey→Kirchheimb. morgens/vorm., Kirchheimb.→Alzey nachm./abends) Stand: Fahrplanwechsel Dezember 2021 | einzelne Züge zur HVZ                  | Vlexx          |
| RB 33                    | Frankfurt (Main) Hbf – Frankfurt (Main) Flughafen Regionalbf – Rüsselsheim – Mainz Römisches Theater – Mainz Hbf – Bad Kreuznach – Bad Münster am Stein – Bad Sobernheim – Kirn – Idar-Oberstein | einzelne Züge im Früh- und Spätverkehr | Vlexx          |
| RB 58                    | Rüsselsheim Opelwerk – Rüsselsheim – Frankfurt am Main Flughafen Fernbf – Frankfurt (Main) Süd – Frankfurt Ost – Frankfurt-Mainkur – Maintal West – Maintal Ost – Hanau-Wilhelmsbad – Hanau West – Hanau Hbf – Großauheim (Kr Hanau) – Großkrotzenburg – Kahl (Main) – Dettingen (Main) – Rückersbacher Schlucht – Kleinostheim – Aschaffenburg Hbf – Hösbach – Laufach Stand: Fahrplanwechsel Dezember 2021 | 60 min                                 | HLB Hessenbahn |
| Stand: 15. Dezember 2024 | |                                        |                |

### Bus
Am Rüsselsheimer Bahnhof gibt es einen großen Busbahnhof. Hier fahren die Stadtbuslinien 6, 11, 31, 32, 41, 42, 51 und 52 sowie die Regionalbuslinie 1 nach Flörsheim Bahnhof und zwei Spätbuslinien (70 und 71). An der Bushaltestelle Rüsselsheim Bahnhof Südseite halten die Buslinien 61, 22, 24, 28, 72 und 67.